# 47e régiment d'artillerie
Pour les articles homonymes, voir 47e régiment.
Le 47e régiment d'artillerie (ou 47e RA) est un régiment d'artillerie de l'armée française créé en 1910. Il combat lors de la Première Guerre mondiale, de la Seconde Guerre mondiale et de la guerre d'Algérie.

## Création et différentes dénominations
- 1910 : formation du 47e régiment d'artillerie de campagne
- 1924 : renommé 47e régiment d'artillerie divisionnaire
- 192? : dissolution
- 1939 : nouvelle formation du 47e régiment d'artillerie divisionnaire
- 1940 : dissolution
- 195?: nouvelle formation du 47e régiment d'artillerie
- 196? : dissolution
- 1989 : se reforme à Héricourt 70 comme régiment d'artillerie de corps d'armée
- 1994 : dissolution  (dans le cadre du plan armée 2000)

## Historique des garnisons, combats et batailles

### De 1910 à 1914
La création du 47e régiment d'artillerie de campagne est décidée selon la loi de programmation de l'artillerie votée le 16 juillet 1909. Il est formé en 1910 à Héricourt par dédoublement du 4e régiment d'artillerie de campagne.

### Première Guerre mondiale

#### 1914
En 1914, le 47e régiment d'artillerie de campagne appartient à la 7e brigade d'artillerie, elle-même élément de la 14e division d'infanterie.

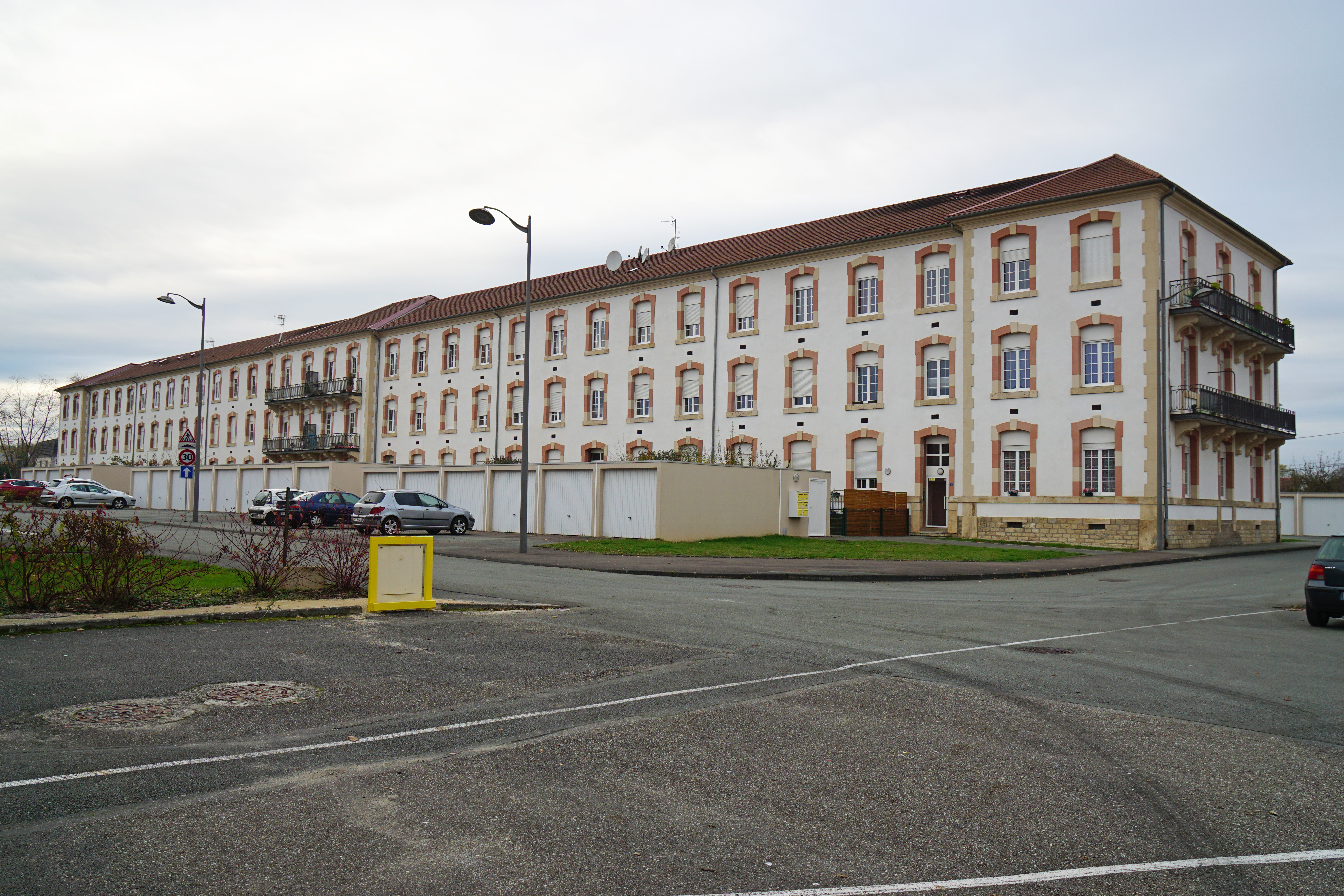
L'ancienne caserne d'Héricourt.
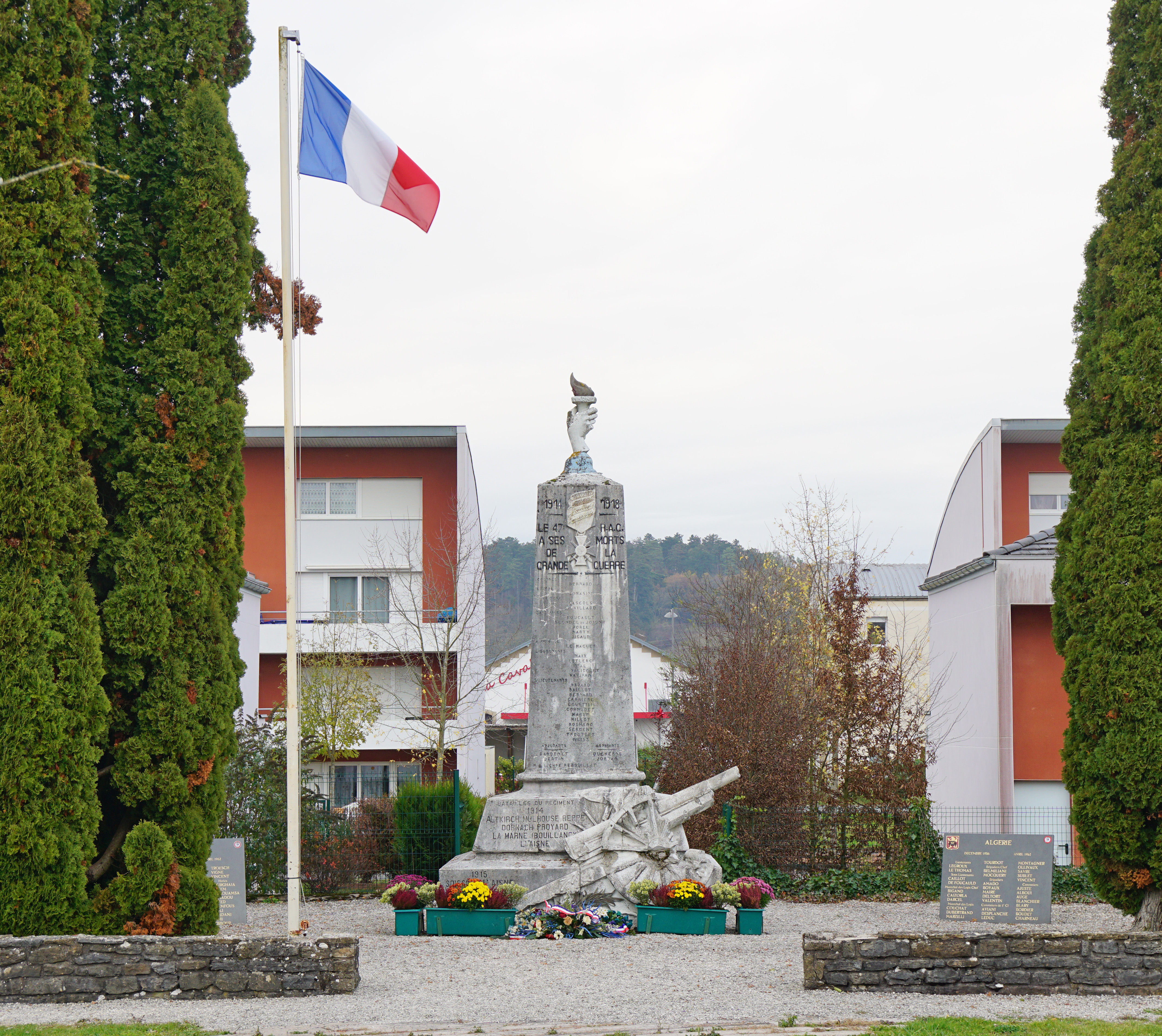
Le monument du 47e RAC à Héricourt.
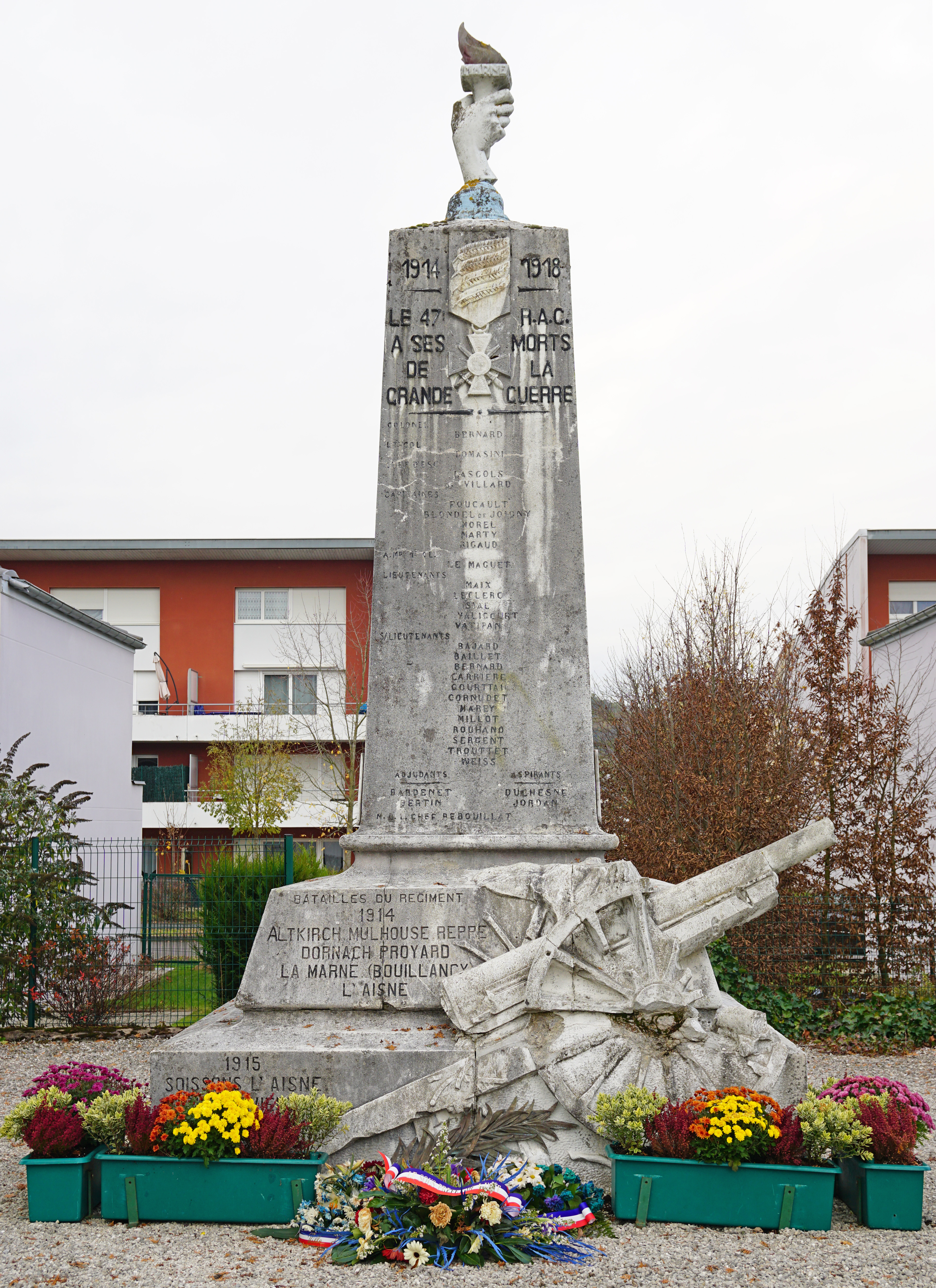
Vue rapprochée.
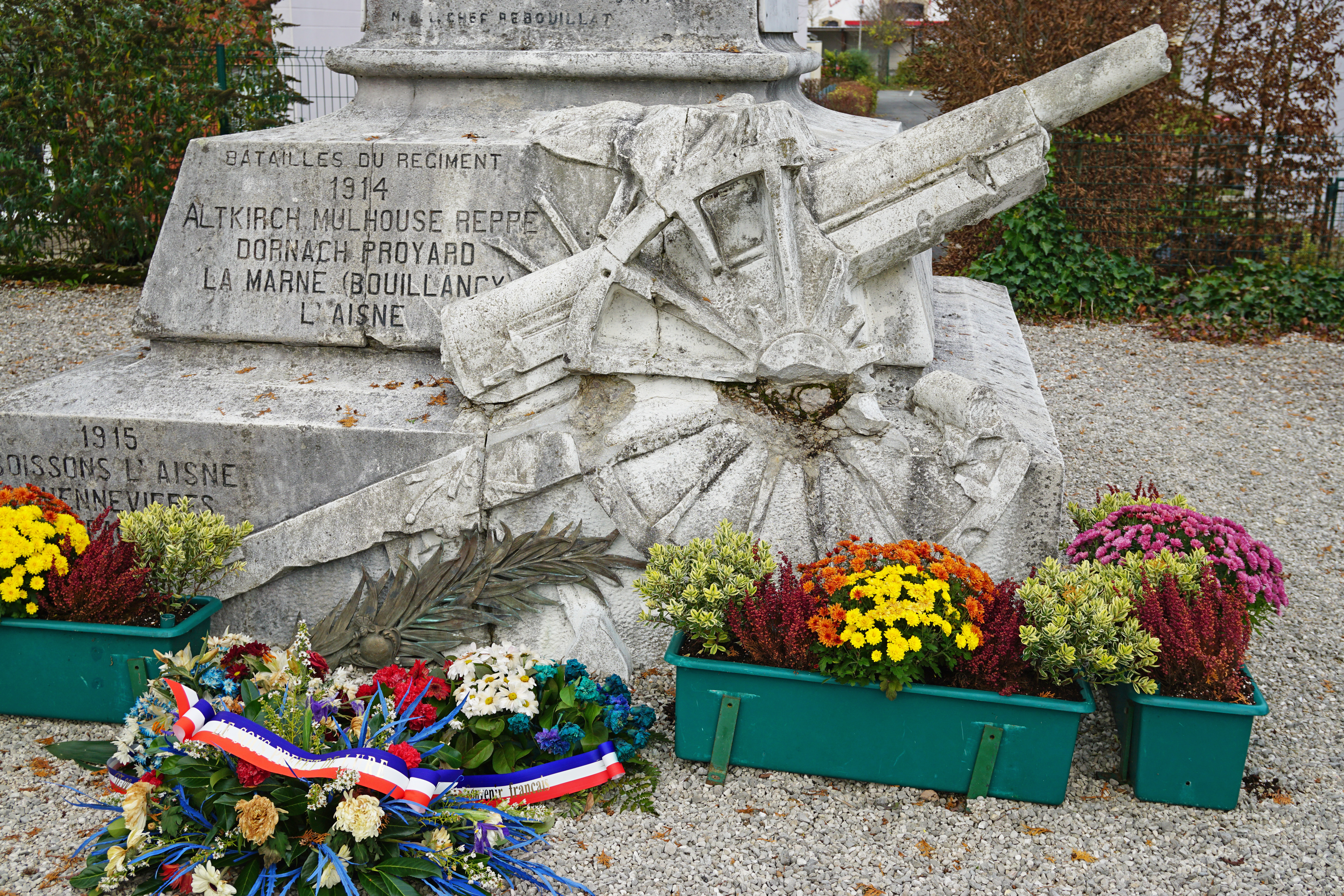
Détail du canon d’artillerie.

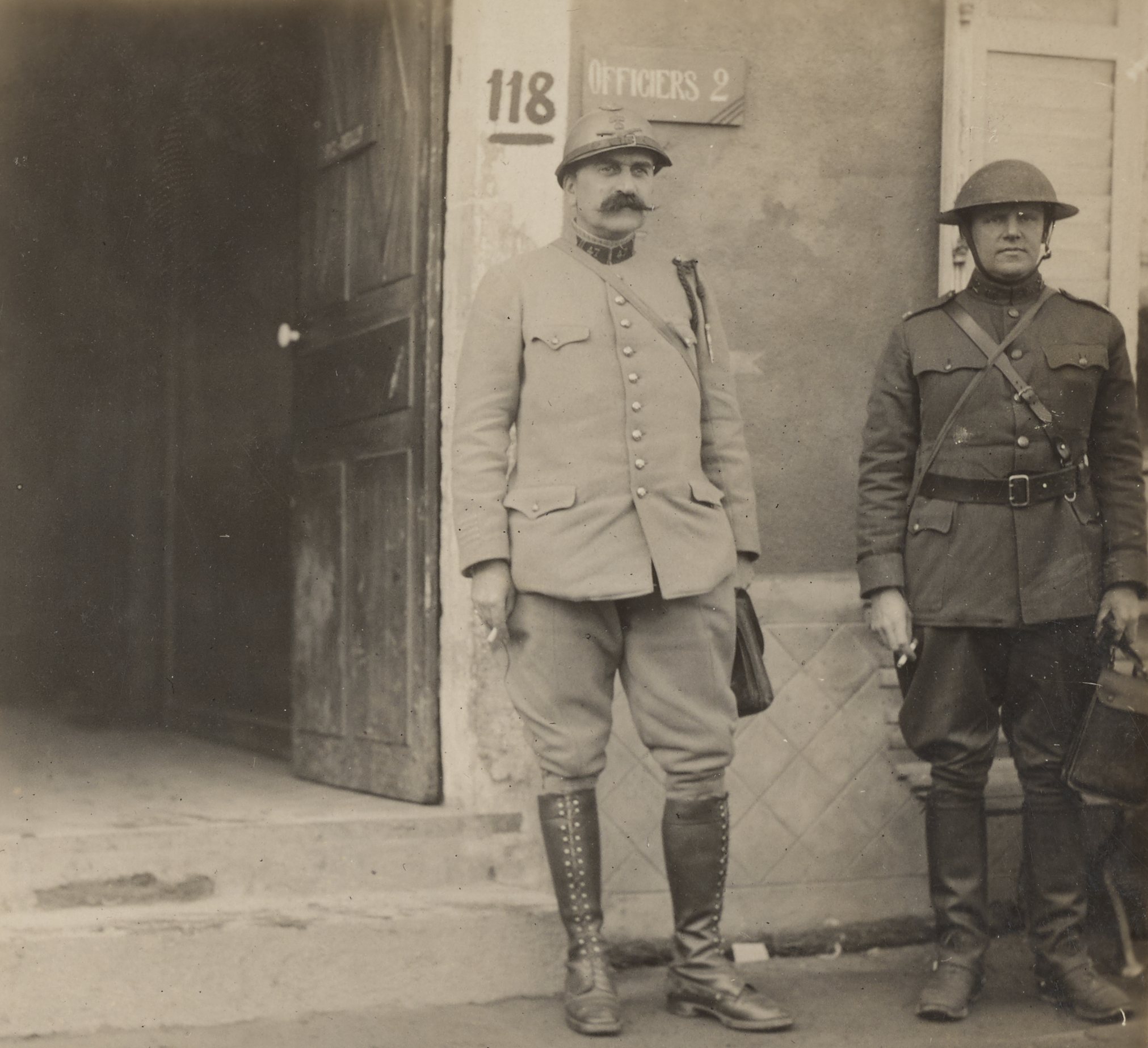
Le commandant Masson du avec un officier américain en mars 1918.

Il se compose de 3 groupes à 3 batteries de 4 canon de 75 (36 canons).
- opération d'Alsace : Mulhouse en août 1914
- bataille de la Marne : 5-13 septembre
- bataille de l'Ourcq, Bouillancy et Betz : 12 septembre
- Nouvron : 15 septembre

#### 1915
- Aisne : Crouy en janvier 1915
- Quennevières : juin
- seconde bataille de Champagne: septembre

#### 1916
- bataille de Verdun février : Batterie de Damloup, puis Somme : Bois de Hem (juillet-septembre)

#### 1917
- Offensive du 16 avril puis Verdun : côte 344 en septembre

#### 1918
- Marne en juillet puis Champagne : Tahure d'août à octobre

#### Autres groupes
Le 4e groupe, formé des batteries 24, 25 et 26, rejoint l'artillerie divisionnaire de la 57e DI, qui devient en avril 1917 le 204e RAC.
Le 5e groupe (31e, 32e et 33e batteries), est formé à Besançon en août 1914 et forme l'artillerie de corps du 7e corps d'armée (AC/7) avec deux autres groupes du 5e RAC. L'AC/7 devient en avril 1917 le 247e RAC.
Début 1915, un nouveau groupe est formé et pour combattre avec l'Armée d'Orient. Il fait partie de l'artillerie divisionnaire de la 17e division d'infanterie coloniale qui combat sur le front de Salonique. En avril 1917, l'AD de la 17e DIC devient le 201e RAC.

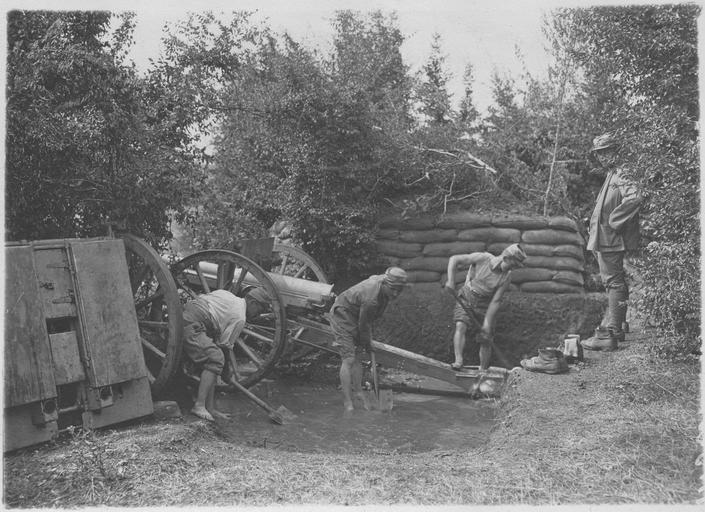
Un canon de la 41e batterie du 47e RAC, rattaché à la 17e DIC en juillet 1916 en Macédoine-Centrale.
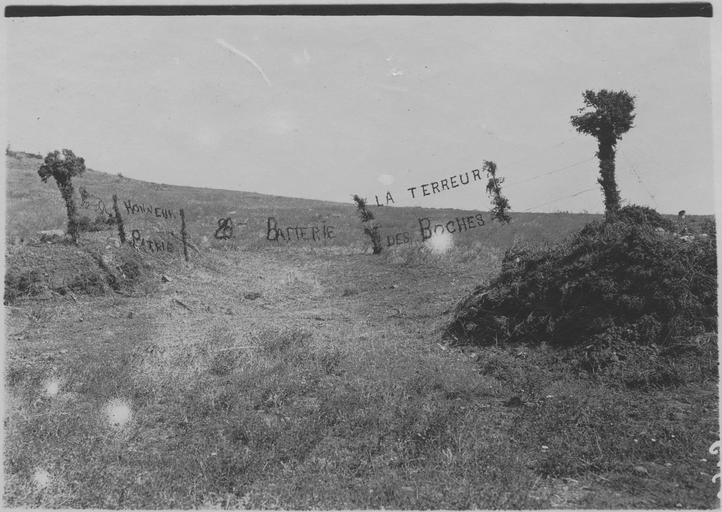
Position de la 26e batterie du 47e RAC au nord de Thessalonique, juin 1916.
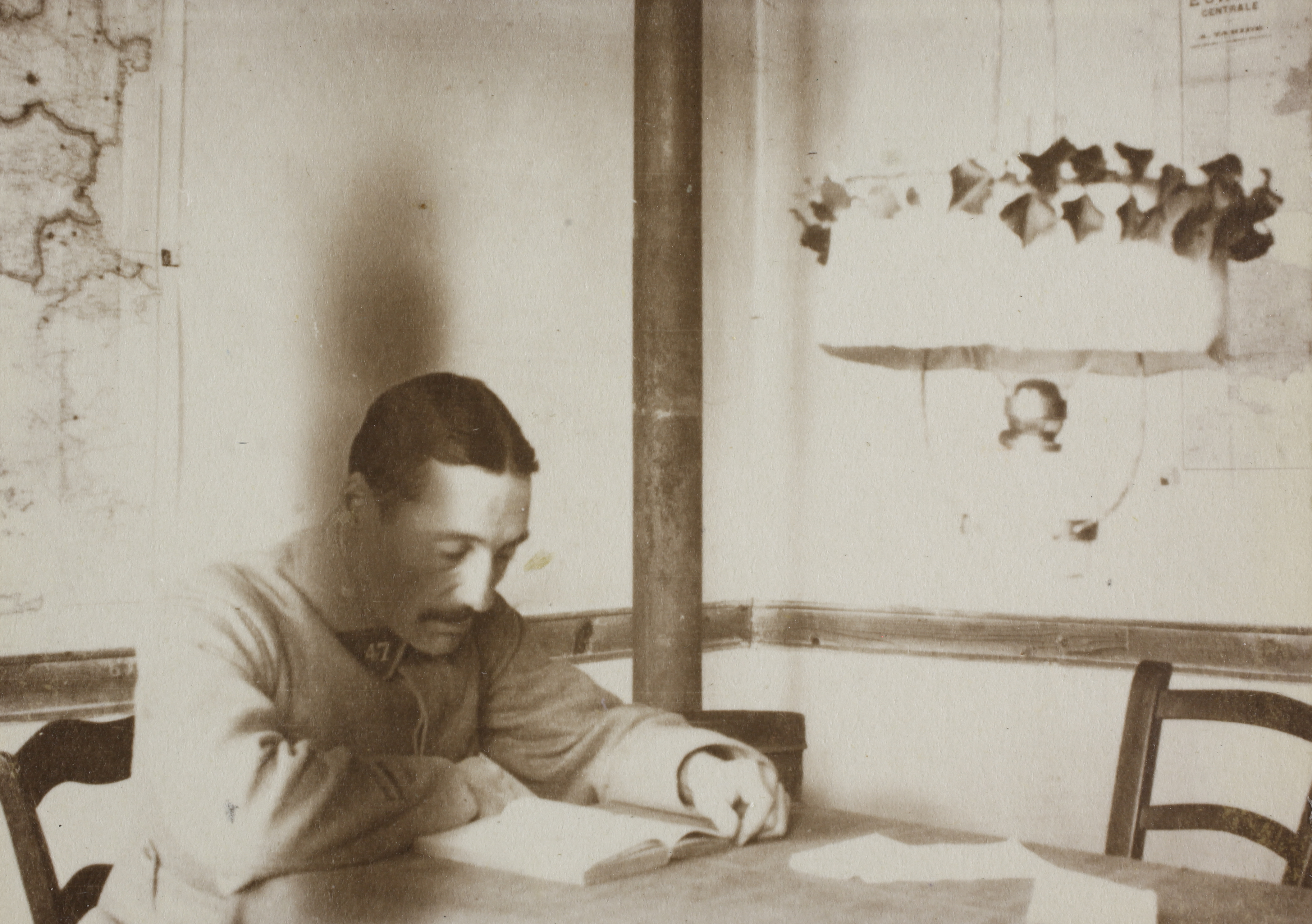
Le capitaine Chevrier du 4e groupe du 47e RAC, au travail début 1917.

### Entre-deux-guerres

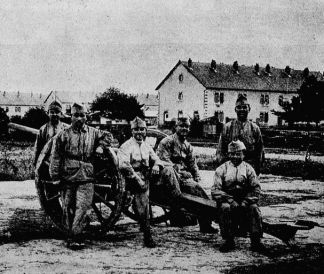
Artilleurs appartenant probablement au au camp du Valdahon en 1926.

Début 1919, le régiment fusionne avec le 232e RAC pour former le régiment de marche 47-232.
Dans les années 1920, le 47e régiment d'artillerie de campagne, renommé 47e régiment d'artillerie divisionnaire en 1924, est à Mulhouse et Héricourt,.

### Seconde Guerre mondiale
Le régiment est recréé à la mobilisation de 1939 comme 47e régiment d'artillerie divisionnaire (RAD). Formé le 9 septembre 1939 au centre mobilisateur d'artillerie no 9, le régiment est formé d'une batterie hors-rang, de trois groupes de canons de 75 et d'une batterie antichar. Le 47e RAD est une unité appartenant à la 57e division d'infanterie (France) commandée par le général de division Texier.

### De 1945 à nos jours

#### Guerre d'Algérie

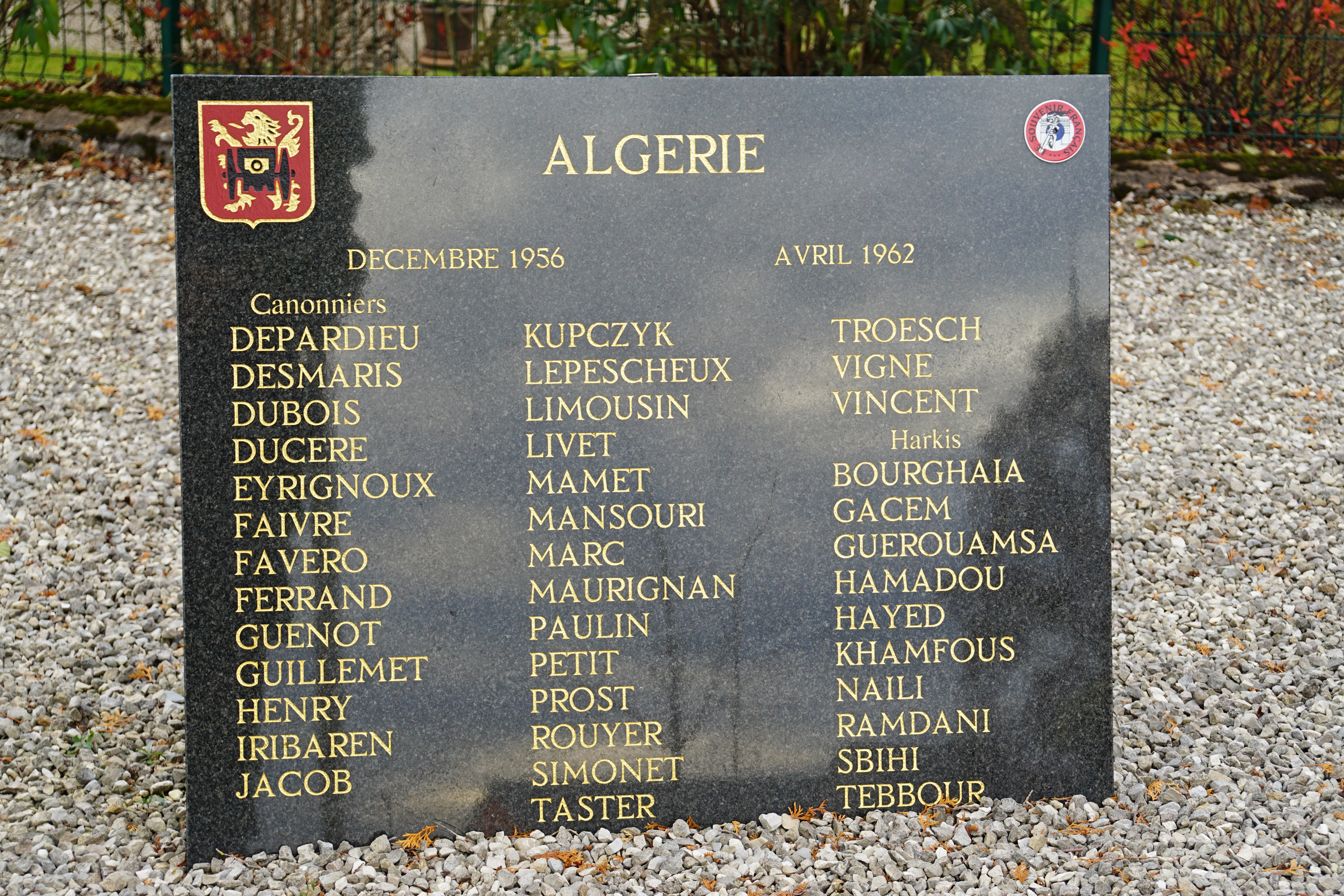
Monument aux morts du en Algérie.

- En 4 mois durant l'année 1957, les opérations menées par le 1/47e régiment d'artillerie dans la région de Ménerville (aujourd'hui Thenia) se sont soldées par la mise hors de combat d'une cinquantaine de hors la loi, la capture d'une centaine d'autres - dont le chauffeur d'Ali la Pointe -, la saisie de plus de 200 armes, munitions et effets militaires, la récupération de postes de radio, d'appareils photographiques et d'importants stocks de ravitaillement[réf. nécessaire].

- Le 47e régiment d'artillerie quitte la Zone Sud Algérie après quatre années de présence en terre algérienne. Sous les ordres des Chefs d'Escadron Millot, Noël et Mathieu puis du colonel Lambert, le 47e d'Artillerie s'est vu confier de 1958 à 1962 la responsabilité du maintien de l'ordre sur des territoires vastes et difficiles du département de Titteri[réf. nécessaire].

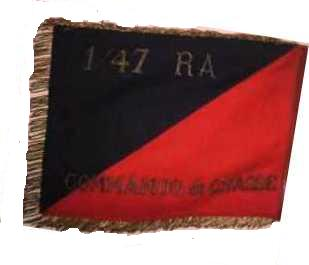
Fanion du commando Kimono 210.

## Liste des chefs de corps
- décembre 1909 - mai 1910 : lieutenant-colonel Marchal[8]
- mai 1910 - avril 1914 : lieutenant-colonel Dubois[8]
- avril 1914 - décembre 1915 : lieutenant-colonel Lucotte[9]
- décembre 1915 - décembre 1916 : lieutenant-colonel Bernard[10]

- janvier 1917 - mars 1918 : lieutenant-colonel Roussel[4]
- mars - novembre 1918 : lieutenant-colonel Lips[10]
- novembre 1918 - février 1919 : lieutenant-colonel Jouin[4]
- février - mai 1919 : lieutenant-colonel Shmidt[11]
- mai 1919 - : lieutenant-colonel Masson[11]

## Inscriptions portées sur l'étendard du régiment
Il porte, cousues en lettres d'or dans ses plis, les inscriptions suivantes, :
- Ourcq 1914
- Champagne 1915
- L'Aisne 1917
- Tardenois 1918
- Somme-Py 1918
- AFN 1952-1962

## Décorations
Le régiment a été quatre fois cité à l'ordre de l'armée en 1914-1918. En plus de la croix de guerre, il porte la fourragère aux couleurs de la médaille militaire.

## Personnalités ayant servi au47eRA
- Aristide-Justin Jardot, l'un des cinq frères Jardot morts pour la France pendant la Première Guerre mondiale.

### Sources et bibliographie
- René Surugue, Le 47e régiment d'artillerie, les 232e et 247e régiments, le dépôt, Besançon, Imprimerie Jacques et Demontrond, 1919, lire en ligne sur Gallica
- Henri François Émile Masson, Historique du 47e RAC, 1914-1919, Belfort, Schmidt Frères, 1919, lire en ligne sur Gallica
- André Didyme, Kimono 21: commando de chasse du 1/47 RA.